# L7
L7 (pronunciado /ɛl ˈsɛvən/ el seven) es una banda estadounidense de Los Ángeles. El grupo se fundó en 1985 y sigue existiendo aunque ha pasado por periodos de crisis e inactividad. La primera etapa de la banda fue entre 1985 y 2001. Tras un largo periodo sin grabar ni girar, L7 volvió en 2015.
Debido a su imagen y sonido, a menudo se asocian con el movimiento grunge de finales de 1980 y principios de 1990, aunque eran inicialmente una banda de punk rock.

## Historia
El grupo se formó en 1985 cuando se conocieron la vocalista y guitarrista Donita Sparks y la también guitarrista Suzi Gardner.
En un periodo de tres años grabaron su álbum debut para Epitaph Records y telonearon en una gira a Bad Religion. En 1990 editaron uno de los discos más importantes de la compañía discográfica Sub Pop, Smell the Magic (originalmente editado como EP) y en 1992 Bricks Are Heavy, que supuso el primer éxito del grupo con la canción Pretend We’re Dead (Fingir que estamos muertas). Su éxito en el circuito más o menos underground, les permitió hacer varias giras y tocar en muchos festivales, por todo el mundo.
En 1993 participan en la película Serial Mom de John Waters.
En 1988 llevaron al rock más allá de sus límites con una fusión de la cruda vitalidad del punk, con riffs eléctricos, ruidosos y salvajes. Con su humor, sus melodías y las guitarras al máximo de volumen, L7 ayudó a revitalizar el género (y el sello Sub Pop).
Algunos recuerdan su actuación cuando abrieron para Faith No More en 1992. Los lectores de Rolling Stone, eligieron el álbum de L7 editado en 1992, Bricks are heavy (producido por el entonces famoso productor de grunge, Butch Vig, que trabajó con Nirvana) como uno de los 150 discos indispensables para entender la década de los años 90.
Han sabido sobrevivir a toda la resaca post-grunge.
En 1994, L7 editó Hungry For Stink. Eran cabezas de cartel del Lollapalooza de ese año y participaron en el Warped Tour. En 1995 su canción Shitlist forma parte de la película de Oliver Stone Natural Born Killers. Dos años después editaron The Beauty Process: Triple Platinum.
En 1999, con la salida del grupo de la bajista, Gail Greenwood, L7 grabó Slap-Happy como trío. El grupo ha producido la mayor parte de este álbum con ayuda adicional de Brian Haught (Synical) para dejar la parte de las mezclas a Tom Rothrock y Rob Schnapf (Beck, Foo Fighters, Elliott Smith), así como a su amigo y antiguo colaborador Joe Barresi (Melvins, Rage Against the Machine, Queens of the Stone Age...).
Con Slap-Happy, L7 abrió una nueva etapa en su carrera donde empezaron a controlar todos los aspectos de su producción. Han montado un sello discográfico llamado Wax Tadpole Records, y controlan todo el proceso, desde cómo sonará el disco hasta la portada, desde la promoción al marketing.
La canción Pretend We're Dead es una de las más famosas, e incluso forma parte de la banda sonora original del videojuego Grand Theft Auto: San Andreas.

## Otras apariciones
La banda hizo una aparición en la película de 1993 Point of No Return protagonizada por Bridget Fonda, y una aparición en 1994 en la película de John Waters Serial Mom bajo el nombre de "Camel Lips", una referencia a la impresión visual de la vulva de la mujer en la entrepierna, también conocido como un "cameltoe".
Sus canciones también han sido presentadas en al menos 20 álbumes recopilatorios a lo largo de su carrera, especialmente la canción Shitlist, que apareció en la banda sonora de las películas Natural Born Killers y Pet Sematary II. The Prodigy hizo una versión de "Fuel My Fire" en su álbum de 1997 Fat of the Land. "Shirley" aparece en la banda sonora de Foxfire. "Shove" aparece en la banda sonora de la película Tank Girl y la canción "Pretend We're Dead" aparece en la banda sonora del videojuego Grand Theft Auto: San Andreas y se puede escuchar en una estación de radio en el juego (Radio X) y en la música del videojuego Rock Band 2. La banda también fue objeto de una película de concierto hecha por el exbajista de Nirvana Krist Novoselic y en un documental de rock: Not Bad for a girl.
Finch y Plakas actuaron varias veces con el grupo japonés Hide, en 1994.
L7 han aparecido en programas como Late Night with David Letterman, The Jon Stewart show, The World, 120 Minutes y Alternative Nation. La banda tocó en el Festival de Reading en 1992, en el Glastonbury Festival de 1994, Lollapalloza en 1994, Finsbury Park en 1997 y el Warped Tour en 1995 y 1999. También han viajado con artistas como Bad Religion en 1988, GWAR en 1989, Nirvana y Alice in Chains en los años 1990, Red Hot Chili Peppers, Faith No More, Rollins Band, Beastie Boys en 1992, Pearl Jam en 1994, Marilyn Manson y The Offspring en 1997.

## Polemicas

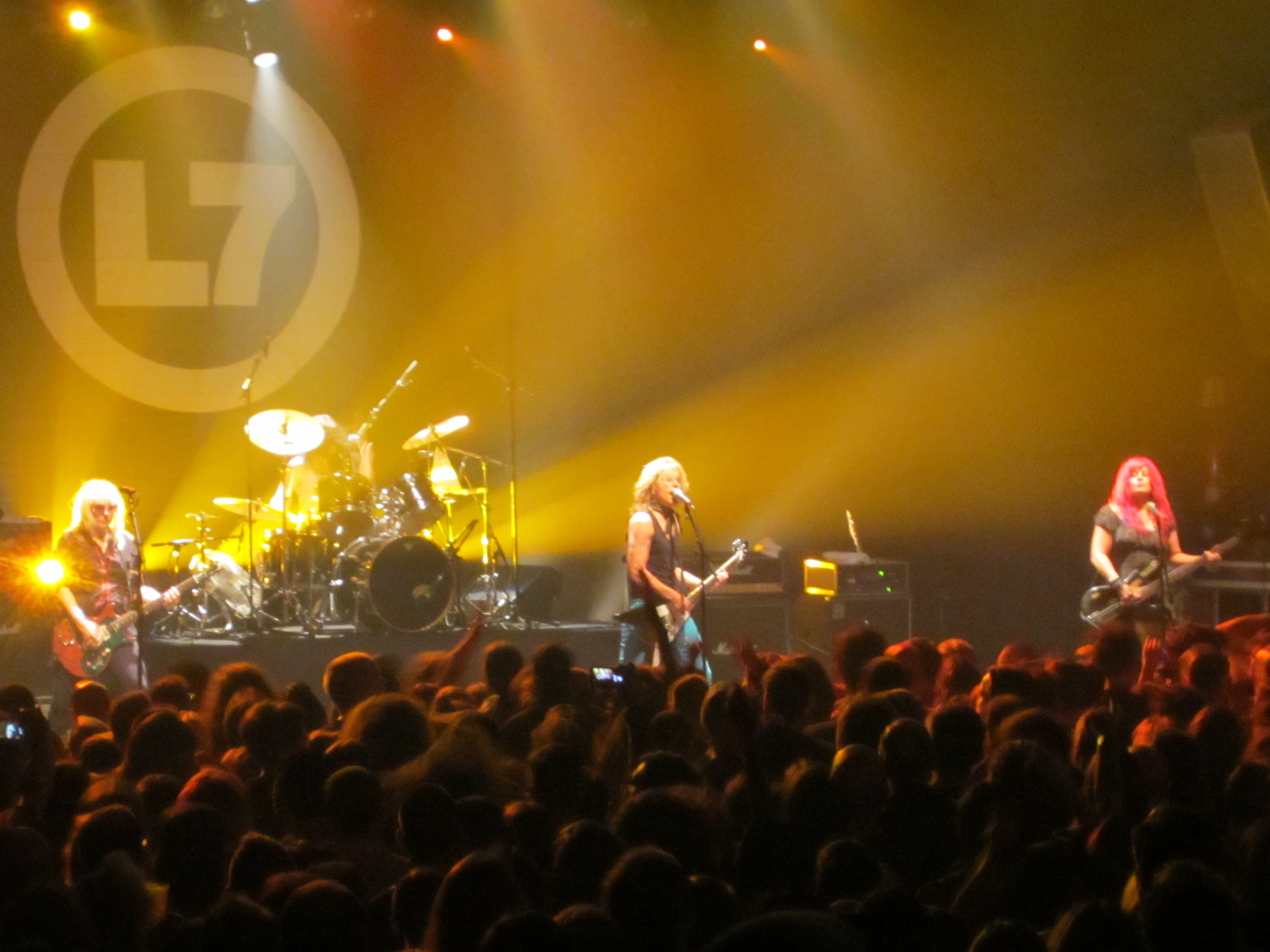
L7 actuando en Le Bataclan, París, Francia (17 de junio de 2015)

Durante su actuación en el Festival de Reading de 1992, hubo  "problemas técnicos con su equipo de audio" y se vieron obligadas a detener su concierto. Rápidamente, el público, que se lo tomó bastante mal, se volvió loco y empezó a lanzar barro y tierra al escenario. La vocalista Donita Sparks, se tomó esto aún peor y se quitó el tampón en el escenario y lo tiró a la multitud gritando "¡Cómanse mi tampón utilizado, cabrones!". Más tarde, Sparks pidió disculpas públicas por el incidente. 
En 1992, de nuevo Sparks creó un gran revuelo en el Reino Unido, cuando se bajó los pantalones en vivo por televisión, apareciendo, brevemente, desnuda de la cintura para abajo, durante una actuación de L7 en un programa británico The Word.

## Miembros
- Donita Sparks - (miembro fundador) (1985-2000) (guitarra, voz)
- Suzi Gardner - (miembro fundador) (1985-2000) (guitarra, voz)
- Roy Koutsky – (1987–1988) (batería)
- Jennifer Finch – (1987–1996) (bajo, voz)
- Demetra Plakas – (1988–2000) (batería, voz)
- Gail Greenwood – (1996–1999) (bajo, voz)
- Janis Tanaka – (1999-2000) (bajo)

## Discografía

### Álbumes
| Año  | Título                              | Discográfica        | Notas         |
| 1988 | L7                                  | Epitaph Records     | Álbum debut   |
| 1990 | Smell the Magic                     | Sub Pop             |               |
| 1992 | Bricks Are Heavy                    | Slash Records       |               |
| 1994 | Hungry for Stink                    | Slash Records       |               |
| 1997 | The Beauty Process: Triple Platinum | Slash Records       |               |
| 1998 | Live: Omaha To Osaka                | Man's Ruin Records  |               |
| 1999 | Slap-Happy                          | Wax Tadpole Records |               |
| 2000 | The Slash Years                     | Slash Records       | Recopilatorio |
| 2019 | Scatter the Rats                    | Blackheart Records  |               |